# Doryrhamphus negrosensis
Doryrhamphus negrosensis es una especie de pez de la familia Syngnathidae en el orden de los Syngnathiformes.

## Subespecies
- Doryrhamphus negrosensis malus (Whitley, 1954
- Doryrhamphus negrosensis negrosensis (Herre, 1934